# Tapan
Tapan je bugarsko narodno glazbalo, koje pripada skupini membranofonih udaraljki.
Tradicionalni drveni bubanj poznat kao tapan, se izrađuje od bukovine, orahovine ili kestenovine. 
Kože tapana učvršćene su konopcima dijagonalno na okvir. Bubnjar (tapandžija) se koristi s dvije vrsti udaraljki, to su kukuda učinjena od orahovine i praćka od vrbe. 
Tapan obično prati svirku zurli.